# Friede-Springer-Stiftung
Die Friede Springer Stiftung ist die größte von einer Einzelperson gegründete Förderstiftung in Berlin. Sie wurde am 1. Dezember 2010 von der Verlegerin Friede Springer gegründet.

## Stiftungsleitung
Friede Springer ist die Vorstandsvorsitzende der Friede-Springer-Stiftung und deren Kuratorium. Stellvertreterin von Friede Springer ist die Berliner Rechtsanwältin und Notarin Karin Arnold. Weiters ist das Kuratorium besetzt durch die stellvertretende Vorsitzende des Kuratoriums Marianne Birthler, Manfred Gahr, Christoph Markschies, Joachim Sauer, Eric Schweitzer und Verena Stangl. Horst Köhler war Mitglied des Kuratoriums.

## Beschreibung
Die Stiftung bezeichnet sich als politisch und konfessionell unabhängig und dem demokratischen Gemeinwesen verpflichtet. Sie verfolgt philanthropische Ziele und will die Allgemeinheit auf materiellem, geistigem und kulturellen Gebiet fördern. Sie startete mit einer Dotation von 80 Mio. Euro, die aus dem Privatvermögen von Friede Springer stammen soll. Bis 2020 wuchs Stiftungsvermögen auf 150 Millionen Euro an.  Die Friede-Springer-Stiftung hält darüber hinaus einen Anteil von 1 Prozent an der Axel Springer SE.

### Kritik
Kritisiert wurde, dass die Friede-Springer-Stiftung 2020 zwecks Steuervermeidung bei einer Transaktion von 4,1 Prozent der Aktienanteile am Axel-Springer-Konzern von Friede Springer an Mathias Döpfner geholfen habe, in dem das Paket – im damaligen Wert von 276 Millionen Euro – kurzfristig in der Stiftung zwischengelagert wurde.

## Stiftungszweck

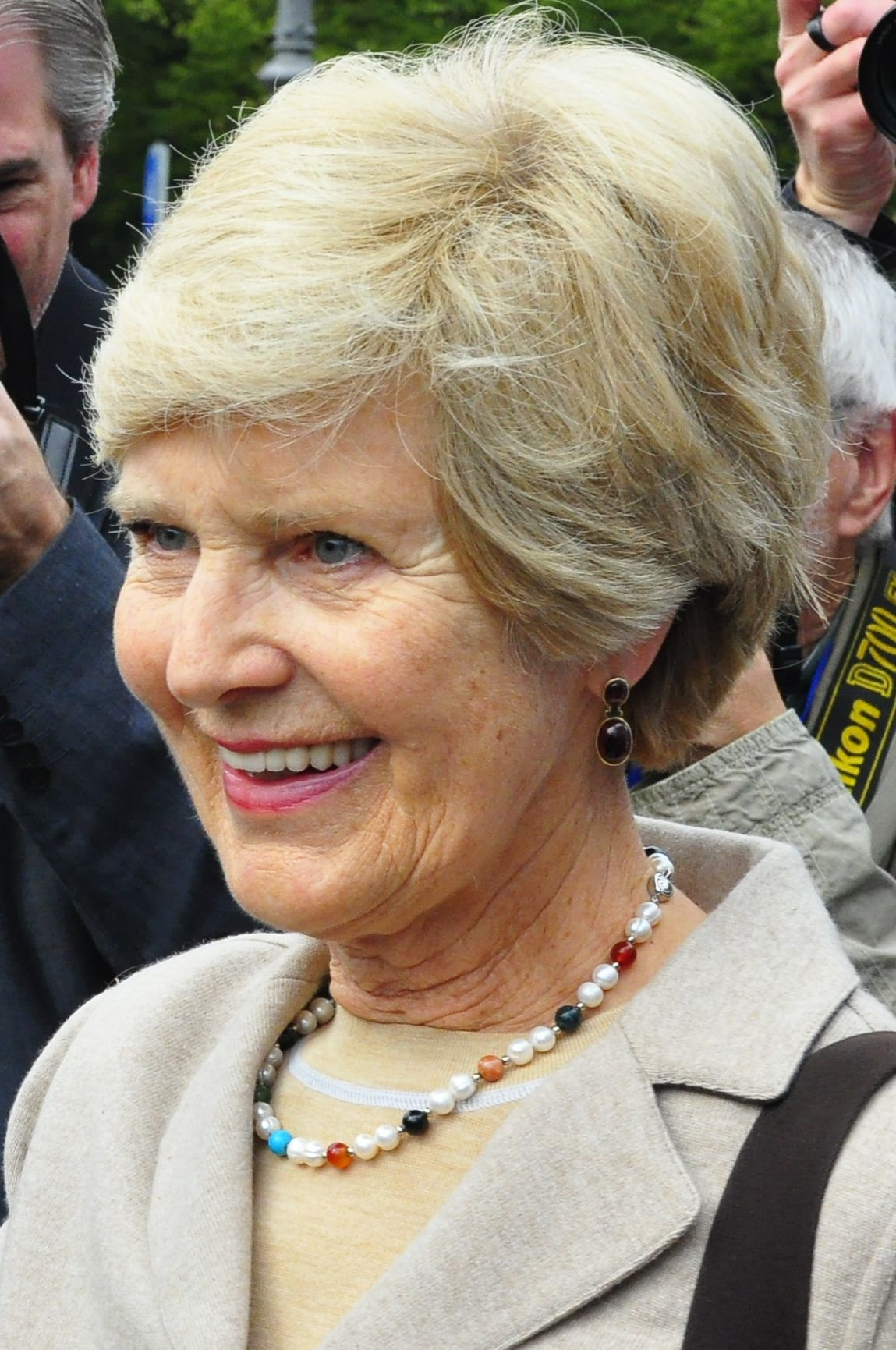
Stifterin Friede Springer

Stiftungszweck ist die Förderung der Wissenschaft in Forschung und Lehre, Kunst und Kultur, der Erziehung, Allgemein- und Berufsbildung, des demokratischen Staatswesens und  des bürgerschaftlichen Engagements zugunsten gemeinnütziger, mildtätiger und kirchlicher Zwecke.

## Grundsätze
Die Stiftung hat folgende Grundsätze:
- Förderung des unbedingten Eintretens für den freiheitlichen Rechtsstaat Deutschland als Mitglied der westlichen Staatengemeinschaft und die Förderung der Einigungsbemühungen der Völker Europas
- Herbeiführen einer Aussöhnung zwischen Juden und Deutschen, hierzu gehört auch die Unterstützung der Lebensrechte des israelischen Volkes
- Unterstützung des transatlantischen Bündnisses und die Solidarität in der freiheitlichen Wertegemeinschaft mit den Vereinigten Staaten von Amerika
- Ablehnung jeglicher Art von politischem Totalitarismus
- Verteidigung der freien sozialen Marktwirtschaft

## Förderungen
Gefördert werden laut der Kulturberatung Hessen „wissenschaftliche, künstlerische und kulturelle Projekte, wie das Abhalten von Veranstaltungen und Symposien mit wissenschaftlichem, künstlerischem, kulturellem und erzieherischem Bezug, die Gewährung von Stiftungsprofessuren und Stipendien, die Förderung wissenschaftlicher Forschungsvorhaben, die Unterstützung von Konzeptentwicklungen, Modellversuchen, sowie Lehr- und Beratungsinstituten, sowie die Förderung schulischer Maßnahmen, wie Symposien und Workshops und die Förderung der Kunsterziehung.“ Unter anderem werden von der Stiftung zahlreiche Deutschlandstipendien für Lehramtsstudierende an der Freien Universität Berlin gestiftet. 2021 förderte die Stiftung ein zweijähriges Forschungsprojekt zur NS-Zwangsarbeit im Erzbergwerk Rammelsberg. Die Stiftung finanziert den einmal jährlich durch die Universität Potsdam vergebenen „Voltaire-Preis für Toleranz, Völkerverständigung und Respekt vor Differenz“ an Wissenschaftler, die sich für die Freiheit der Wissenschaft in ihren Ländern einsetzen.

## Auszeichnungen
- 2020: Wissenschaftsstiftung des Jahres durch Deutsche Universitätsstiftung (DUS)  und Stifterverband[7]